# The Interpreter
The Interpreter is een Amerikaans-Britse thriller uit 2005 van Sydney Pollack met in de hoofdrollen Nicole Kidman en Sean Penn.

## Verhaal
De in Afrika geboren Silvia Broome werkt als tolk voor de Verenigde Naties. Per toeval hoort ze op een avond in de vergaderzaal een geheim gesprek over de Afrikaanse president van Matobo die van genocide wordt verdacht en die de Algemene Vergadering van de VN zal toespreken. Ze waarschuwt de Amerikaanse Geheime Dienst die een onderzoekt instelt. Silvia beseft dat haar eigen leven in gevaar komt en zoekt dringend naar de geschikte persoon die ze in vertrouwen kan nemen. Uiteindelijk merkt ze Tobin Keller op, een federaal agent die belast wordt met het onderzoek en de bescherming van Silvia. Maar Keller is er niet van overtuigd dat Silvia de waarheid spreekt. Samen proberen ze de moord te verijdelen, maar hun karakters liggen mijlenver uit elkaar. En het vertrouwen geraakt steeds meer zoek.

## Rolverdeling
| Acteur             | Personage     |
| ------------------ | ------------- |
| Nicole Kidman      | Silvia Broome |
| Sean Penn          | Tobin Keller  |
| Catherine Keener   | Dot Woods     |
| Jesper Christensen | Nils Lud      |
| Yvan Attal         | Philippe      |
| Earl Cameron       | Zuwanie       |
| George Harris      | Kuman-Kuman   |
| Michael Wright     | Marcus        |
| Clyde Kusatsu      | Lee Wu        |
| Eric Keenleyside   | Rory Robb     |
| Hugo Speer         | Simon Broome  |
| Maz Jobrani        | Mo            |
| Yusuf Gatewood     | Doug          |
| Curtiss Cook       | Ajene Xola    |
| Byron Utley        | Jean Gamba    |